# Wolfgang Cramer
Wolfgang Cramer (né en 1957 à Goslar en Allemagne), est écologue et géographe, directeur de recherche au Centre national de la recherche scientifique (CNRS) à l'Institut méditerranéen de biodiversité et d’écologie marine et continentale (IMBE) à Aix-en-Provence (France), depuis avril 2025 émérite.

## Biographie
Wolfgang Cramer est géographe à l'Université Justus-Liebig de Gießen en Allemagne de 1975 à 1981. De 1981 à 1986 il passe son doctorat (Filosofi Doktor) en écologie des plantes  à l'Université d'Uppsala en Suède ; dont le titre est « Vegetation Dynamics on Rising Sea-Shores in Eastern Central Sweden » (Dynamiques de la végétation sur les côtes soumises à l'élévation du niveau de la mer du centre-est de la Suède).
Après des recherches postdoctorales sur la modélisation de la dynamique forestière à l'Institut d'écologie végétale de l'Université d'Uppsala en 1986, il devient professeur associé de géographie environnementale à l'Institut de géographie de l'Université de Trondheim en Norvège (1986-92). Il travaille également comme chercheur associé au projet « Sustainable Development of the Biosphere » de l'International Institute for Applied Systems Analysis (IIASA) de Laxenburg en Autriche. En 1993, il est nommé professeur en « Énergie, Environnement et Société » (Brundtland-Professor[Quoi ?]), au Center for Environment and Development de l'Université de Trondheim (Norvège).
En 1993, il devient directeur du département Global Change and Natural Systems (plus tard Earth System Analysis) au Potsdam-Institut für Klimafolgenforschung (PIK) de Potsdam en Allemagne. En 2003, il est également professeur (chaire) d'écologie globale à l'Institute of Earth and Environmental Sciences de l'Université de Potsdam. En 2007-2008, il est chercheur associé au Centre européen de recherche et d'enseignement des géosciences de l'environnement (CEREGE) d'Aix-en-Provence. Depuis 2011, il est directeur de recherche au CNRS, initialement à l'Institut méditerranéen de biodiversité et d’écologie marine et continentale (IMBE) à Aix-en-Provence, et pendant la période 2012-2017, comme directeur adjoint scientifique du même institut.
Pendant la période 2003-2011, Wolfgang Cramer organise une série d'écoles d'été internationales sur la thématique de la biodiversité et des services écosystémiques, dans le cadre du réseau d'excellence ALTER-Net, réalisées à Peyresq, Alpes-de-Haute-Provence.
Il a publié plus de 150 articles scientifiques. Il est contributeur au Groupe d'experts intergouvernemental sur l'évolution du climat (GIEC) depuis 1995, en dernier lieu comme auteur de l'introduction du volet du groupe de travail II du sixième rapport (2022). Il est également rédacteur en chef de la revue scientifique Regional Environmental Change. Depuis 2017, il est membre associé de l'Académie d'agriculture de France. Il est également membre du Comité national français des changements globaux.